# Модель де Ситтера
Модель де Ситтера (мир де Ситтера, вселенная де Ситтера) — класс космологических моделей, решения уравнений ОТО с космологической постоянной, которые описывают вакуумное состояние. Свойства последнего зависят от знака этой постоянной и сильно отличают его от «пустого вакуума». Модели с отрицательной космологической постоянной принято называть анти-де-ситтеровскими.
В де-ситтеровских моделях динамика вселенной определяется космологической постоянной, вкладом холодного вещества и излучения пренебрегают.
Впервые модель такого типа была введена Виллемом де Ситтером. Считается, что реальная Вселенная описывалась моделью де Ситтера на очень ранних стадиях расширения (инфляционная модель Вселенной). В настоящее время, возможно, вновь происходит переход к де-ситтеровскому режиму расширения.